# Mikroskopowe zapalenie jelita grubego
Mikroskopowe zapalenie jelita grubego – choroby o nieznanej etiologii charakteryzujące się obecnością zmian mikroskopowych bez zmian makroskopowych (endoskopowych) i radiologicznych. Do mikroskopowych zapaleń jelita grubego należą: zapalenie kolagenowe i zapalenie limfocytowe.

## Historia
Pierwszy opis tego schorzenia powstał w 1976 roku. Nazwa – mikroskopowe zapalenie okrężnicy – została zaproponowana w 1980 roku przez Reada i współpracowników. W 1989 Lazenby wprowadził pojęcie limfocytowego zapalenia okrężnicy.

## Epidemiologia
Brak danych jeśli chodzi o Polskę.
Zapalenie kolagenowe: przeważają kobiety w wieku > 60 lat. Zapadalność: 10,0-15,7/100000.

Zapalenie limfocytowe: choroba występuje u osób w różnym wieku i z taką samą częstością u obu płci. Zapadalność: 3,1-14,4/100000.

Szacuje się, że około 20% przypadków rozpoznawanych jako zespół jelita drażliwego jest mikroskopowym zapaleniem okrężnicy.

## Etiopatogeneza
Etiopatogeneza nie jest znana. Niektóre badania sugerują udział niesteroidowych leków przeciwzapalnych w wywoływaniu zapalenia kolagenowego. Inne teorie dowodzą istnienia w tej chorobie zaburzeń immunoregulacji i nadmiernego wytwarzania tlenku azotu. Podkreśla się też rolę kwasów żółciowych i toksyn bakteryjnych. Być może choroba ma charakter genetyczny. Obserwowano występowanie mikroskopowego zapalenia okrężnicy u osób spokrewnionych.

Główną cechą zapalenia kolagenowego w badaniu histopatologicznym jest pogrubienie warstwy kolagenu u podstawy komórek nabłonka. Jest ono dobrze widoczne w preparatach barwionych hematoksyliną i eozyną.

Zapalenie limfocytowe – zwiększona liczba limfocytów śródnabłonkowych (głównie komórek T CD8).

W obu zapaleniach w blaszce właściwej błony śluzowej występuje umiarkowany naciek z limfocytów i plazmocytów.

Mechanizm biegunki w zapaleniu kolagenowym polega zapewne na blokowaniu wchłaniania wody w okrężnicy przez podnabłonkowe złogi kolagenu oraz na działaniu produktów zapalenia, takich jak prostaglandyny i tlenek azotu.

W zapaleniu limfocytowym biegunka jest raczej związana z działaniem prostaglandyn i leukotrienów.

## Objawy
- wodnista biegunka – wypróżnienia obfite, ale rzadko dochodzi do odwodnienia
- kurczowy ból brzucha
- wzdęcie
- zmniejszenie masy ciała

### Choroby towarzyszące
Mogą towarzyszyć:
- zapalenie stawów
- celiakia
- choroba Leśniowskiego-Crohna
- wrzodziejące zapalenie jelita grubego
- choroby układowe:
  - reumatoidalne zapalenie stawów
  - toczeń rumieniowaty układowy
  - twardzina
  - zespół Sjogrena
- łuszczyca
- zapalenie wątroby
- cukrzyca

## Rozpoznanie
Na podstawie obrazu histologicznego.

### Różnicowanie
- zespół jelita drażliwego
- nietolerancja laktozy
- nadużywanie leków przeczyszczających
- skrobiawica
- nowotwory hormonalnie czynne
- zaburzenia krążenia kwasów żółciowych

## Leczenie
Kolagenowe zapalenie okrężnicy:
- sulfasalazyna, mesalazyna
- budezonid
- inne glikokortykosteroidy
- antybiotyki:
  - metronidazol
  - erytromycyna
- preparaty bizmutu
- cholestyramina
- loperamid

W cięższych przypadkach leczenie operacyjne.

Limfocytowe zapalenie okrężnicy:
- sulfasalazyna
- prednizon

Leczenie operacyjne nie jest stosowane.